# أنطوني إيدن
أنطوني إيدن (بالإنجليزية: Anthony Eden) (مواليد 12 يونيو 1897 - وفيات 14 يناير 1977)، سياسي بريطاني محافظ خدم لثلاث فترات كوزير للخارجية ثم أصبح رئيس وزراء المملكة المتحدة من عام 1955 إلى 1957.
بصفته عضوًا برلمانيًا شابًا عن حزب المحافظين، ترقى بسرعة في المناصب ليصبح وزيرًا للخارجية في سن 38 قبل أن يستقيل احتجاجًا على سياسة التسوية التي انتهجها نيفيل تشامبرلين تجاه موسوليني. شغل نفس المنصب مرة أخرى معظم فترة الحرب العالمية الثانية ومرة ثالثة في أوائل الخمسينيات من القرن الماضي. كما شغل إيدن منصب نائب ونستون تشرشل لما يقرب من 15 عامًا، ثم خلفه كزعيم لحزب المحافظين ورئيس الوزراء في أبريل 1955 وفاز في الانتخابات العامة بعد شهر.
فقد إيدن سمعته الدولية كدبلوماسي ماهر في عام 1956 عندما رفضت الولايات المتحدة تقديم الدعم العسكري للعدوان الأنجلو-فرنسي على مصر في الأزمة المعروفة باسم أزمة السويس، والتي اعتبرها النقاد من مختلف الأطياف السياسية بمثابة انتكاسة تاريخية للسياسة الخارجية البريطانية ونهاية الهيمنة البريطانية في الشرق الأوسط. جادل معظم المؤرخين بأن إيدن ارتكب سلسلة من الأخطاء الفادحة خصوصًا عدم إدراكه لعمق المعارضة الأمريكية للعمل العسكري.
بعد شهرين من صدور الأوامر بإنهاء عملية السويس، استقال إيدن من منصبه كرئيس للوزراء بسبب اعتلال صحته وبسبب وجود شبهه على نطاق واسع بأن إيدن ضلل مجلس العموم بشأن مدى تواطؤ فرنسا مع إسرائيل.
يصنف إيدن بشكل عام بين أقل رؤساء الوزراء البريطانيين نجاحاً في القرن العشرين، على الرغم وجود سيرتين ذاتيين (نشرتا عامي 1986 و2003) كانتا متعاطفتين معه على نطاق واسع، وساهمتا في حدوث تحول في الرأي العام عنه. وصف الدكتور. ثورب أزمة السويس قائلا: «كانت نهاية مأساوية حقاً لرئاسته، وجاءت لتولي أهمية غير متناسبة في أي تقييم لمهنته».

## عائلته
ولد إيدن في قاعة ويندلستون، في مقاطعة درم، إنجلترا؛ وتزامن ميلاده بالضبط تقريباً مع اليوبيل الماسي للملكة فيكتوريا. ولد في عائلة متحفظة جداً من النبلاء. كان الابن الأصغر للسيد ويليام إيدن، البارون السابع والخامس، وهو عقيد سابق وقاضي محلي من عائلة قديمة. كان السيد ويليام، رجل غريب الأطوار وغالبا ما يكون خبيثاً، كام موهوباً في الرسم المائي وجامع الإنطباعية.
كانت أم إيدن، سيبيل فرانسيس غراي عضواً من عائلة غراي الشهيرة في نورثمبرلاند (أنظر أدناه). كانت قد أرادت أن تتزوج فرانسيس كنوليس، في وقت لاحق كان مستشاراً ملكياً هاماً. على الرغم من أنها كانت شخصية شعبية محلية، كانت لها علاقة متوترة مع أطفالها، وتبذيرها قد دمرت ثروات الأسرة. كان شقيق إيدن الأكبر تيم قد قام ببيع ويندلستون في عام 1936. راب بتلر مزح في وقت لاحق إيدن - رجل وسيم ولكن سوء المعاملة - كان «نصف جنون بارونيت، ونصف امرأة جميلة».
كان الجد الأكبر لي إيدن هو وليام أريمونجر الذي قاد فوج الملكة الملكي خلال حرب الاستقلال الإسبانية، يقاتل تحت ويلينغتون (كما أصبح) في حرب فيمييرو. وكان أيضاً ينحدر من الحاكم السيد روبرت إيدن، البارونيت الأول، من ميريلاند، عائلة كالفرت في ميريلاند، عائلة شافاليتسكي دي موكاديل من الدنمارك، وعائلة بي من النرويج. كان إيدن مسلياً لمعرفة أن أحداً من أسلافه كان، مثل سلف تشرشل دوق مارلبورو الأول، عاشق باربرا بالمر.
كانت هناك تكهنات لسنوات عديدة أن والد إيدن البيولوجي هو السياسي ورجل الرسائل جورج ويندهام، ولكن هذا يعتبر مستحيلاً لأن كان ويندهام في جنوب أفريقيا في وقت حمل إيدن. أشاعت والدته بأن كانت لها علاقة مع ويندهام. كان لإيدن شقيق أكبر يدعى جون، الذي قتل في عام 1914 وشقيقه الأصغر، نيكولاس، الذي قتل عندما انفجرت السفينة الحربية (HMS Indefatigable) وغرقت في معركة يوتلاند في عام 1916.

## السنوات الأولى

### المدرسة
تلقى إيدن تعليمه في مدرستين مستقلتين. كانت الأزلى مدرسة ساندرويد في كوبهام من عام 1907 إلى عام 1910، حيث سبح في درجات سيئة ولكن تفوق في اللغات. ثم بدأ في كلية إيتون في يناير 1911. وحصل على جائزة اللاهوت وتفوق في لعبة الكريكيت والرجبي والتجديف، وفاز بألوان البيت في المدرسة الأخيرة.
تعلم إيدن اللغة الفرنسية والألمانية في عطلات إلى أوروبا، وفي مرحلة واحدة، عندما كان طفل كان يتحدث الفرنسية أفضل من الإنجليزية. على الرغم من أنه كان يجيد الفرنسية والألمانية، وكان قادرا على التحدث مع رئيس مجلس الدولة الصيني تشو ان لاى باللغة الفرنسية في جنيف في عام 1954، انطلاقا من الإحساس بالمهنية، كان يفضل عادةً أن يكونوا الدبلوماسيون حاضرين للترجمة في الاجتماعات، مثل عندما ألتقى مع هتلر في فبراير 1934.
على الرغم من ادعاء إيدن في وقت لاحق أنه لم يكن له مصلحة في السياسة حتى أوائل 1920، رسائله ومذكراته اليومية تبين أنه كان مهووساً بموضوع السياسة عندما كان مراهق. كان محافظاً قوياً، فرحاً بهزيمة تشارلز ماسترمان في انتخابات فرعية (في مايو 1913) وذهل والدته في رحلة بالقطار من خلال إخبارها عن ممثل وحجم الأغلبية في كل دائرة انتخابية مروا من خلاله. وبحلول عام 1914 كان عضوا في جمعية إتون («بوب»).

### الحرب العالمية الأولى
خلال الحرب العالمية الأولى، قتل شقيق إيدن الأكبر جون في 17 أكتوبر 1914 أثناء خدمته مع (الكتيبة 17). ثم تم إسقاط عمه روبن في وقت لاحق وأسره أثناء خدمته مع الفيلق الجوي الملكي.
خدم إيدن مع الكتيبة الحادية والعشرين (البنادق البحرية) من منظمة السلاح الملكي، وهي وحدة تم تجنيدها بشكل أساسي من العمال في مقاطعة درهام، الذين حلوا محلهم بشكل متزايد أُناس من لندن بعد خسائر في معركة السوم. وقد كلف ملازم ثاني بشكل مؤقت في 2 نوفمبر 1915 (بتاريخ 29 سبتمبر 1915). انتقلت كتيبته إلى فرنسا في 4 مايو 1916 كجزء من الفرقة الواحدة والأربعون. في عام 1916 قتل شقيق إيدن الأصغر نيكولاس في جوتلاند وشقيق زوجه لورد بروك أصيب.
في ليلة صيفية في عام 1916، بالقرب من بلويستيرت، كان إيدن يقود غارة صغيرة إللى خندق العدو لقتل أو القبض على جنود العدو، وذلك لتحديد وحدات العدو المعاكس. حصيروا هو ورجاله تحت نيران العدو، وأصيب رقيبه بإصابة خطيرة في ساقه. أرسل إيدن رجلاً واحداً إلى الخطوط البريطانية لجلب رجل آخر ونقالة، ثم قام هو وثلاثة آخرين بنقل الرقيب الجريح مع، كما قال في وقت لاحق في مذكراته، «شعور بارد أسفل عمودنا الفقري»، غير متأكد ما إذا كان الألمان لم يرونهم في الظلام أو كانوا ينحذرون من إطلاق النار. ولم يذكر أنه قد منح الصليب العسكري لهذا الحادث، وهو أمر لم يذكره كثيراً في مسيرته السياسية. في 18 سبتمبر 1916، بعد معركة فليرز كورسيليت (جزء من معركة السوم)، كتب إلى والدته «لقد رأيت أشياء في الأونة الأخيرة التي لن أنساها». وفي 3 أكتوبر، عين ضابطاً، برتبة ملازم مؤقت طوال فترة تعيينه. في سن 19، كان أصغر الضباط في الجبهة الغربية في أوروبا.
صليب إيدن العسكري تمت إضافته في عام 1917 إلى قائمة الشرف الملكي لعيد ميلاده. كتيبته حاربت في معركة ميسينز في يونيو 1917. وفي 1 يوليو 1917، تم تأكيد إيدن كملازم مؤقت، متخلياً عن تعيينه كضابط بعد ثلاثة أيام. حاربت كتيبته في الأيام القليلة الأولى من معركة باشنديل (31 يوليو - 4 أغسطس). بين 20 و 23 سبتمبر 1917 أمضت كتيبته بضعة أيام على الدفاع الساحلي على الحدود الفرنسية البلجيكية.
في 19 نوفمبر، نقل إلى هيئة الأركان العامة كموظف الخدمات العامة 3، برتبة قبطان مؤقت. عمل في المقر الرئيسي للجيش الثاني، فاقد الحملة العسكرية في إيطاليا، بما أن كانت الفرقة الواحدة والأربعون في إيطاليا، بعد الهزيمة الإيطالية الكارثية في معركة كابوريتو، بين منتصف نوفمبر و 8 مارس 1918، عاد إلى الجبهة الغربية عند ابتداء عملية مايكل الكبرى من قبل الجيش الألماني التي كانت وشيكة بشكل واضح، كنتيجة تم حل كتيبته السابقة للمساعدة في تخفيف النقص في القوى العاملة في الجيش البريطاني. على الرغم من أن ديفيد لويد جورج كان واحداً من السياسيين القلائل الذين قال إيدن إن الجنود في الخطوط الأمامية يتحدثون عنه بشكل كبير، إلا أنه كتب إلى شقيقته (23 ديسمبر 1917) يإشمئزازه من «سياسة لويد للانتظار والمشاهدة» في رفضه لتوسيع نطاق التجنيد الإجباري إلى إيرلندا.
في مارس 1918، خلال هجوم الربيع الألماني، كان متمركز بالقرب من لا فير على الويز، مقابل أدولف هتلر، كما تعلم في مؤتمر في عام 1935. في وقت ما، عندما قصفت طائرات الألمان المقر الرئيسي للواء، قال له رفيقه: «الآن، كانت لديك ذوقك الأول للحرب المقبلة». وفي 26 مايو 1918 تم تعيينه لواء رائد للمشاة 198. في سن الحادية والعشرين، كان أصغر لواء رائد في الجيش البريطاني.
أعتبر أن يقف كممثل في البرلمان البريطاني في نهاية الحرب، ولكن الانتخابات العامة كانت مبكرة جداً لكي تكون ذلك ممكنا. بعد الهدنة، قضى شتاء 1918-1919 في أردين مع كتيبته وفي 28 مارس 1919 نقل إلى لواء رائد للمشاة 99. كان إيدن يفكر في التقدم بطلب للحصول على مهمة عادية، ولكن كان من الصعب جداً عندما كان الجيش يتعاقد بسرعة كبيرة. رفض في البداية اقتراح والدته للدراسة في أكسفورد. ورفض أيضاً الفكرة لكي يصبح محامي؛ فإن بدائله الوظيفية المفضلة في هذه المرحلة كانت أن يقف كممثل في البرلمان لمقاطعة بيشوب أوكلاند، الخدمة المدنية في شرق أفريقيا، أو الخدمة في الوزارة الخارجية. تم تسريحه في 13 يونيو 1919. وأحتفظ برتبة نقيب.

### أكسفورد
خاض إيدن في دراسة اللغة التركية مع صديق العائلة. بعد الحرب، درس اللغات الشرقية (الفارسية والعربية) في كنيسة المسيح، أكسفورد، بدءا من أكتوبر 1919. كان الفارسية لغته الرئيسية، والعربية لغته الثانوية. درس تحت ريتشارد باسيت ديوهورست وديفيد صمويل مارجيلوث.
في أوكسفورد، لم يأخذ إيدن أي دور في السياسة الطلابية، وكان اهتمامه الترفيه الرئيسي في ذلك الوقت الفن. كان إيدن في جمعية جامعة أكسفورد الدرامية ورئيس الجمعية الآسيوية. جنباً إلى جنب مع اللورد ديفيد سيسيل وأر إي جاثورن-هاردي أسسوا جمعية أوفيزي، الذي أصبح فيما بعد رئيسها. ربما تحت تأثير والده كان لديه ورقة عن سيزان، الذي كان عمله، في ذلك الوقت، لم يقدر على نطاق واسع بعد. كان إيدن يجمع في لوحاته سابقاً.
في يوليو 1920، في حين لا يزال في مرحلة البكالوريوس، استدعى إيدن للخدمة العسكرية كملازم في الكتيبة 6 من مشاة دورهام الخفيفة. في ربيع عام 1921، كقائد مؤقت مرة أخرى، قاد قوات الدفاع المحلية في سبينيمور حيث يبدو أن الاضطرابات الصناعية الخطيرة كانت ممكنة. وتنازل مرة أخرى عن لجنته في 8 يوليو. تخرج من أكسفورد في يونيو 1922 مع تقدير مماز جداً. وواصل العمل كضابط في الجيش الإقليمي حتى مايو 1923.

## حياته السياسية المبكرة 1922-1931

### 1924-1922
قائد إيدن، كما كان معروفاً في تلك الفترة، تم اختياره للتنافس على سبنيمور، كمحافظ. في البداية كان يأمل في الفوز (مع بعض من الدعم الليبرالي حيث كان حزب المحافظون لا يزالون يدعمون حكومة الائتلاف التابعة إلى لويد جورج) ولكن بحلول وقت الانتخابات العامة في نوفمبر 1922 كان من الواضح أن الزيادة في التصويت على حزب العمل جعلت هذا غير محتمل. وكان الراعي الرئيسي له مركيز لندن ديري، مالك الفحم المحلي. ذهب المقعد من الحزب الليبرالي إلى العمال.
توفي والد إيدن في 20 فبراير 1915. وباعتباره ابنه الأصغر، فقد ورث رأس مال قدره 6,775£ إسترليني، وفي عام 1922 كان دخله الخاص 706£ إسترليني بعد الضرائب (حوالي 375,000£ إسترليني و 35,000£ ألف جنيه إسترليني بأسعار عام 2014).
إيدن قرأ كتابات اللورد جورج كرزون وكان يأمل أن يحاكيه من خلال دخول السياسة بهدف التخصص في الشؤون الخارجية. تزوج إيدن بياتريس بيكيت في خريف عام 1923، وبعد يومين من شهر العسل في إسيكس، تم اختياره للتنافس على دائرة واريك وليمينغتو لإجراء انتخابات فرعية في نوفمبر 1923. في 16 نوفمبر 1923، خلال حملة الانتخابات الفرعية، تم حل البرلمان للانتخابات العامة في ديسمبر عام 1923. انتخب عضوا في البرلمان في سن السادسة والعشرين.
تولت أول حكومة عمالية، تحت قيادة رامزي ماكدونالد، في يناير 1924. وكان خطاب إيدن الأول في (19 فبراير 1924) هجوماً مثيراً للجدل على سياسة الدفاعية لحزب العمال وقد تم مقاطعته في خطابه عدة مرات، وبعد ذلك كان حريصا على الكلام إلا بعد التحضير العميق. وفي وقت لاحق أعاد طبع الخطاب في مجموعة تسمى الشؤون الخارجية (1939) لإعطاء انطباع بأنه كان داعما ثابتا للقوة. اعجب إيدن بي هربرت أسكويث، ثم في سنته الأخيرة في مجلس العموم، بسبب وضوحه وإيجازه. في أبريل الأول 1924 تحدث عن الصداقة الأنجلو-تركية والتصديق على معاهدة لوزان التي وقعت في يوليوا 1923.

### 1929-1924
عاد حزب المحافظين إلى السلطة في الانتخابات العامة في عام 1924. وفي يناير 1925، شعر إيدن بخيبة أمل لعدم تقديمه لمنصب، وقد ذهب في جولة إلى الشرق الأوسط، عندها التقى بأمير فيصل الأول في العراق. ذكره فيصل عن «نيقولا الثاني وتشبه أن مصيره قد يكون مشابه له» (مصير مماثل في الواقع أصابت الأسرة الملكية العراقية في عام 1958). ثم تفحص مصفاة النفط في عبادان، التي شبهها «بسوانزي على نطاق صغير».
قد عين أميناً خاصاً للبرلماني جودفري لوكر لامبسون، وكيل وزارة الداخلية (17 فبراير 1925) (الذي كان يخدم لوزير الداخلية ويليام جوينسون هيكس). في يوليو 1925 ذهب في رحلة ثانية إلى كندا، أستراليا والهند. وكتب مقالات لمجلة يوركشاير بوست (الذي سيطر عليها والد زوجته السيد جيرفاس بيكيت) تحت اسم مستعار «برلماني». في سبتمبر 1925، إيدن مثل يوركشاير بوست في المؤتمر الإمبراطوري في ملبورن.
واصل إيدن كأميناً خاصاً للوكر لامبسون عندما عين لامبسون وكيل وزارة الخارجية في ديسمبر 1925. قد ميز نفسه بخطاب عن الشرق الأوسط (21 ديسمبر 1925)، داعياً إلى إعادة ضبط الحدود العراقية لصالح تركيا، ولكن أيضا لاستمرار الانتداب البريطاني على العراق بدلا من «الهزيمة». انتهى إيدن خطابه بالدعوة إلى الصداقة الأنجلو-تركية. وفي 23 مارس 1926 حث عصبة الأمم على منح ألمانيا مقعد في المنظمة، التي حدثت في العام التالي. في يوليو 1926 أصبح أميناً خاصاً لوزير الخارجية السيد أوستن شامبرلين.
بما في ذلك تكملة دخله البرلماني (حوالي 300 جنيه استرليني في السنة في ذلك الوقت) عن طريق الكتابة والصحافة، في عام 1926 نشر كتاباً عن رحلاته، (الأماكن في الشمس/Places in the Sun)، منتقداً بشدة التأثير الضار للاشتراكية في أستراليا، والتي كتي فيها ستانلي بلدوين مقدمة.
في نوفمبر 1928، مع أوستن شامبرلين بعيداً في رحلة لإستعادة صحته، اضطر إيدن إلى دفاع الحكومة في نقاش حول إتفاق أنجلو-فرنسي بحري، مجيباً إلى رامزي ماكدونالد (زعيم المعارضة آنذاك). وفقاً لأوستن شامبرلين، كان يمكن ترقية إيدن إلى أول وظيفة وزارية، وكيل وزارة الخارجية، إذا كان حزب المحافظين فازوا في انتخابات عام 1929.

### 1931-1929
الانتخابات العامة لعام 1929 كانت هي المرة الوحيدة التي حصل فيها إيدن على أقل من 50٪ من الأصوات في واريك. بعد هزيمة المحافظين انضم إلى مجموعة تقدمية من السياسيين الأصغر سنا تتألف من أوليفر ستانلي، ويليام أورمسبي-غور، وفي المستقبل متحدث مجلس العموم، شيكز موريسون. عضو آخر كان نويل سكيلتون، الذي قبل وفاته صاغ عبارة «الملكية المملوكة للديمقراطية»، والتي عممه إيدن في وقت لاحق كطموح للحزب المحافظ. دعا إيدن إلى الشراكة في مجال الصناعة بين المديرين والعمال، الذي أراد أن يعطى للعمال سهم (تجارة).
في معارضة بين 1929 و 1931 عمل إيدن كوسيط مدينة لهاري لوكاس (شركة استوعبت في نهاية المطاف إلى واربورغ وشركأه).

## وزير الخارجية 1931-1935
في أغسطس 1931، عقد إيدن أول مكتب وزاري له كنائب وزير للشوؤن الخارجية في حكومة رامزي ماكدونالد الوطنية. في البداية كان مكتب وزير الخارجية ممسوك من قبل اللورد ريدينج (في مجلس اللوردات)، على الرغم من أن السير جون سيمون شغل هذه المهمة من نوفمبر 1931.
مثل العديد من جيله الذين حاربوا في الحرب العالمية الأولى، كان إيدن مناهض للحرب بقوة، وسعى جاهداً للعمل من خلال عصبة الأمم للحفاظ على السلام الأوروبي. اقترحت الحكومة إجراءات، تحل محل معاهدة فرساي بعد الحرب، من شأنها أن تسمح لألمانيا بإعادة التسلح (وإن كانت تحل محل جيشها المهني الصغير إلى ميليشيا قصيرة الخدمة) وتقلل الأسلحة الفرنسية. انتقد وونستون تشرشل السياسة بشكل حاد في مجلس العموم في 23 مارس 1933، وعارض نزع السلاح الفرنسي الذي هناك «لا مبرر له» لأن هذا قد يتطلب من بريطانيا اتخاذ إجراءات لإنفاذ السلام بموجب معاهدة لوكارنو لعام 1925. رفض ايدن، كرداً للحكومة، ان خطاب تشرشل مبالغ فيه وغير بناء، قائلا ان نزع اسلحة الاراضى لم يحرز بعد نفس التقدم الذي تحقق في نزع السلاح البحرى في معاهدتى واشنطن ولندن، قائلا ان هناك حاجة إلى نزع السلاح الفرنسى من اجل «فترة إسترضاء لإروبا». قد لقى خطاب إيدن موافقة من مجلس العموم. علق نيفيل تشامبرلين بعد فترة وجيزة: «هذا الشاب يأتي على طول بسرعة، ليس فقط يمكنه أن يلقي خطابا جيداً ولكن لديه رئس جيد ونصيحته تستمع من قبل مجلس الوزراء» كتب إيدن في وقت لاحق أنه في أوائل الثلاثينيات من القرن العشرين كانت كلمة «الاسترضاء» لا تزال تستخدم بمعناها الصحيح (من قاموس أكسفورد الإنجليزي) من السعي لتسوية الصراع. فقط في وقت لاحق من العقد أتت للحصول على معنى الازدواجية للانضمام إلى مطالب البلطجة.
في ديسمبر 1933 تم تعيينه لورد بريفي سيل، وهو الموقف الذي تم ضمه إلى مكتب وزير شؤون الأمم الذي أنشئ حديثاً. في حين كان لورد بريفي سيل، ادى إيدن اليمين الدستورية لمجلس البريفي في عيد ميلاد 1934 التكريمي. دخل مجلس الوزراء لأول مرة في يونيو 1935 عندما شكل ستانلي بلدوين إدارته الثالثة. بعد ذلك، اعترف إيدن بأن السلام لا يمكن الحفاظ عليه من خلال استرضاء ألمانيا النازية ومملكة إيطاليا. وقد عارض بشكل خاص سياسة وزير الخارجية، السيد صمويل هور، بمحاولة استرضاء إيطاليا خلال غزوها للحبشة (إثيوبيا) في عام 1935. عندما استقال هوير بعد فشل اتفاقية هور-لافال، خلفه إيدن كوزير للخارجية. عندما حصل إيدن على أول اجتماع مع الملك جورج الخامس، يقال أن الملك قال «لا مزيد من الفحم إلى نيوكاسل، لا مزيد من هواريس لباريس».
في هذه المرحلة من حياته المهنية، كان إيدن يعتبر شيئاً من زعيم الموضة. كان يرتدي قبعة هومبورغ (على غرار تريلبي ولكن أكثر صلابة)، والتي أصبحت معروفة في بريطانيا باسم «الأنتوني إيدن».

## وزير الخارجية وإستقالته (1935-1938)
أصبح إيدن وزير الخارجية في وقت عندما أضطرت بريطانيا إلى تعديل سياستها الخارجية لمواجهة صعود القوى الفاشية في أوروبا. قد أيد سياسة عدم التدخل في الحرب الأهلية الإسبانية من خلال مؤتمرات مثل مؤتمر نيون ودعم رئيس الوزراء نيفيل تشامبرلين في جهوده للحفاظ على السلام من خلال تنازلات معقولة لألمانيا. كانت الحرب الإيطالية الإثيوبية تختمر، وحاول إيدن عبثاً إقناع موسوليني بتقديم النزاع إلى عصبة الأمم. سخر الدكتاتور الإيطالي إيدن علناً بأنه «أحمق عارض الملابس في أوروبا». ولم يحتج إيدن عندما فشلت بريطانيا وفرنسا في معارضة إعادة احتلال هتلر لراينلاند في عام 1936. عندما طلب الفرنسيون عقد اجتماع بهدف القيام بعمل عسكرى ردا على احتلال هتلر، استبعد إيدن في بيان له بشدة اى مساعدة عسكرية إلى فرنسا.
كانت استقالته في فبراير 1938 تنسب إلى حد كبير إلى عدم رضا إيدن بسياسة تشامبرلين للاسترضاء. ومع ذلك، هناك خلاف حول الموضوع، لم يكن السؤال هو ما إذا كان ينبغي إجراء مفاوضات مع إيطاليا، ولكن فقط متى يجب أن تبدأ وما مدة هذه المفاوضات. وبالمثل، لم يسجل في أي وقت من الأوقات استيائه من سياسة الاسترضاء الموجهة نحو ألمانيا النازية في فترة ولايته كوزير للخارجية. أصبح محافظ منشق يقود مجموعة، سميت من قبل سوط حزب المحافظين دافيد مارجيسون «فتيان البهجة»، وقائد لمكافحة الإسترضاء مثل ونستون تشرشل، الذي قاد مجموعة مماثلة سميت «الحرس القديم».
على الرغم من أن تشرشل ادعى أنه فقد نومه ليلة استقالة إيدن، لم يكونوا حلفاء ولم يروا عين بعين إلا عندما تولى تشرشل مكتب رئيس الوزراء. حافظ تشرشل على ذلك وشرح كيف استقال إيدن بإهانة تشامبرلين للرئيس روزفلت، الذي عرض في وقت سابق في فبراير للتوسط في النزاع المتزايد في أوروبا. كان هناك الكثير من التكهنات بأن إيدن سوف يصبح نقطة تجمع لجميع معارضين نيفيل تشامبرلين، ولكن موقفه انخفض بشدة بين السياسيين بما انه حافظ على خصوصيته، وتجنب المواجهة، على الرغم من انه عارض معاهدة ميونخ وامتنع عن التصويت عليها في مجلس العموم. ومع ذلك، فإنه لا يزال شعبياً في كافة البلاد، وفي السنوات اللاحقة، أفترض بالخطأ في كثير من الأحيان أنه أستقال كوزير للخارجية احتجاجا على اتفاق ميونيخ.
في مقابلة أجريت في عام 1967، أوضح إيدن قراره بالاستقالة: «لم ينته الأمر على البروتوكول، بإتصال تشامبرلين مع موسوليني دون أن يخبرني. لم تكن تلك العناية. كان سبب استقالتي هو أننا توصلنا إلى اتفاق مع موسوليني عن البحر الأبيض المتوسط وإسبانيا، التي كان ينتهكها بإرسال قوات إلى إسبانيا، وأراد تشامبرلين التوصل إلى اتفاق آخر. اعتقدت أن موسوليني يجب أن يكرم الأول قبل أن نتفاوض على الثانية. كنت أحاول المحاربة لبريطانيا لتأخير الإتفاق، ولم أستطيع أن أتقدم بسياسة تشامبرلين».

## الحرب العالمية الثانية
خلال الأشهر الأخيرة من السلام في عام 1939، انضم إيدن إلى الجيش الإقليمي برتبة رائد، في كتيبة حراسة لندن الآلية من الجيش الملكي وكان في معسكر سنوي معهم في بوليو، هامبشاير عندما سمع أنباء عن الاتفاق الألماني السوفييتي.
عند اندلاع الحرب (3 سبتمبر 1939) إيدن، على عكس معظم الجنود، لم يحشد للخدمة العسكرية. بدلاً من ذلك، عاد إلى حكومة تشامبرلين كوزير للدولة للشؤون المهيمنة، لكنه لم يكن في مجلس وزراء الحرب. ونتيجة لذلك، لم يكن مرشحا للتولي عندما استقال شامبرلين في مايو 1940 بعد جدل نارفيك وتشرشل أصبح رئيس الوزراء. عين تشرشل إيدن وزير الدولة للحرب.
في نهاية عام 1940 عاد إيدن إلى الوزارة الخارجية البريطانية، وفي هذا الدور أصبح عضوا في اللجنة السياسة التنفيذية الحربية في عام 1941. على الرغم من أنه كان واحدا من أقرب كاتميين الأسرار لتشرشل، كان دوره في زمن الحرب مقيدة لأن تشرشل أجرى أهم المفاوضات، مع فرانكلين روزفلت وجوزيف ستالين، نفسه إيدن خدم بإخلاص كملازم تشرشل. في ديسمبر 1941، سافر على متن سفينة إلى روسيا حيث التقى مع الزعيم السوفيتي جوزيف ستالين، وقام بإستطلاع ساحات المعارك التي فيه نجح الروس في الدفاع على موسكو من هجوم الجيش الألماني في عملية بارباروسا.
مع ذلك، كان مسؤولاً عن التعامل مع معظم العلاقات بين بريطانيا ورئيس فرنسا الحرة شارل ديغول خلال السنوات الأخيرة من الحرب. كان إيدن في كثير من الأحيان ينتقد التركيز الذي وضعه تشرشل على العلاقة الخاصة مع الولايات المتحدة وكان في كثير من الأحيان مخيب من المعاملة الأمريكية لحلفائهم البريطانيين.
في عام 1942 أعطى لإيدن الدور الإضافي لزعيم مجلس العموم. وقد تم اعتباره للعديد من الوظائف الرئيسية الأخرى خلال الحرب وبعدها، بما في ذلك القائد العام للشرق الأوسط في عام 1942 (قد تكون هذا تعييناً غير عادي جداً حيث كان إيدن مدنياً، وكان الجنرال هارولد ألكسندر قد عين للمنصب)، ونائب الملك للهند عام 1943 (تم تعيين الجنرال أرشيبالد ويفل لهذه الوظيفة)، أو الأمين العام لمنظمة الأمم المتحدة التي أنشئت حديثا في عام 1945. في عام 1943 مع الكشف عن مجزرة كاتين إيدن رفض مساعدة الحكومة البولندية التي كانت في المنفى.
في أوائل عام 1943، أعترض إيدن طلباً من السلطات البلغارية للمساعدة في ترحيل جزء من سكان اليهود من الأراضي البلغارية المكتسبة حديثاً إلى فلسطين التي تسيطر عليها بريطانيا. وبعد رفضه، نقل بعض هؤلاء الأشخاص إلى معسكرات الاعتقال في بولندا التي تحتلها ألمانيا النازية.
في عام 1944 ذهب ايدن إلى موسكو للتفاوض مع الاتحاد السوفيتي في مؤتمر موسكو. كما عارض إيدن خطة مورغنثاو لإزالة قدرات ألمانيا الصناعية. بعد جرائم قتل ستالاغ لوفت الثالث، تعهد في مجلس العموم بجلب مرتكبي الجريمة إلى «العدالة المثالية»، مما أدى إلى المطاردة الناجحة بعد الحرب من قبل فرع التحقيقات الخاصة لقوات السلاح الجو الملكي.
ابن إيدن الأكبر، ضابط طيار سيمون غاسكوين إيدن، فقد في الحرب وأعلن في وقت لاحق عن وفاته، عند عمله كملاح مع سلاح الجو الملكي البريطاني في بورما، في يونيو 1945. كان هناك ارتباط وثيق بين إيدن وسيمون، وكان وفاة سيمون صدمة شخصية كبيرة لأبيه. وتفيد التقارير بأن السيدة إيدن ردت على خسارة ابنها بشكل مختلف، مما أدى إلى انهيار الزواج. ديغول كتب له رسالة شخصية للتعازي باللغة الفرنسية.
في عام 1945 ذكر هالفدان كوهت أن إيدن كان من بين سبعة مرشحين مؤهلين للحصول على جائزة نوبل للسلام. ومع ذلك، لم يرشح أي منهم بصراحة. الشخص الذي رشح بالفعل كان كورديل هل.

## مابعد الحرب 1945-1955

### في المعارضة (1945-1951)
بعد ان فاز حزب العمال في انتخابات عام 1945، ذهب ايدن إلى المعارضة كنائب زعيم الحزب المحافظ. رأى كثيرون أن كان ينبغي على تشرشل أن يتقاعد ويسمح لإيدن أن يصبح قائد الحزب، ولكن تشرشل رفض النظر في هذا. في وقت مبكر من ربيع عام 1946، طلب إيدن علناً من تشرشل أن يتقاعد لصالحه. كان على أي حال في اكتئاب خلال هذه الفترة من خلال تفكك زواجه الأول وموت ابنه الأكبر. كان تشرشل في نواح كثيرة «زعيم المعارضة بشكل جزئي»، نظراً لرحلاته العديدة في الخارج وعمله الأدبي، وترك العمل اليومي إلى حد كبير إلى إيدن. إيدن إلى حد كبير أفتقر إلى فهم السياسة الحزبية واتواصل مع الناس العادية. لكن في سنوات المعارضة هذه، طور بعض المعرفة حول الشؤون الداخلية، وأوجد فكرة «ملكية امتلاك الديمقراطية»، التي حاولت حكومة مارغريت ثاتشر تحقيقها بعد عقود. ويعتبر سياسته المحلية عموما على وسط اليسار.

### العودة إلى السلطة 1951-1955
في عام 1951 عاد حزب المحافظيين إلى السلطة وأصبح إيدن وزير الخارجية للمرة الثالثة، ولكن لم يكن «نائب رئيس الوزراء» (تشرشل أعطاه هذا اللقب في أول قائمة الوزراء المقدمة للملك، ولكن الملك نهى ذلك على أساس أن هذا «المنصب» غير معروف به في الدستور). كان تشرشل شخصية كبيرة في هذه الحكومة، وكان إيدن لديه سيطرة فعلية على السياسة الخارجية البريطانية للمرة الثانية، حيث تراجعت الإمبراطورية وازدادت حدة الحرب الباردة.
قال كاتب سيرة إيدن، ريتشارد لامب، أن إيدن ضايق تشرشل في العودة على الالتزامات للوحدة الأوروبية التي التزم فيها في المعارضة. ويبدو أن الحقيقة أكثر تعقيدا. كانت بريطانيا لا تزال قوة عالمية، أو على الأقل تحاول أن تكون، في 1945-1955، مع مفهوم السيادة ليس مفقودة كما في القارة. شجعت الولايات المتحدة على التحرك نحو الفيدرالية الأوروبية، لأنها أرادت سحب القوات الأمريكية وإعادة تسليح الألمان وأن يكونوا تحت الإشراف. كان إيدن غير متحمساً بالعكس من تشرشل ولم يكن يريد الفيدرالية الأوروبية. أراد تحالفات قوية مع فرنسا وغيرها من القوى الغربية لاحتواء ألمانيا. كان نصف التجارة البريطانية في ذلك الوقت مع منطقة الإسترليني، وربع فقط مع أوروبا الغربية. على الرغم من الحديث في وقت لاحق عن «الفرص الضائعة»، حتى ماكميلان، الذي كان عضوا نشطاً في «الحركة الأوروبية» بعد الحرب، اعترف في فبراير 1952 بأن علاقة بريطانيا مع الولايات المتحدة والكومنولث سوف تمنعها من الانضمام إلى أوروبا الاتحادية في في ذلك الوقت. وقد أثار غضب إيدن تشنج تشرشل لعقد قمة مع اتحاد الجمهوريات الاشتراكية السوفياتية، خلال الفترة من عام 1953 بعد وفاة ستالين، وعندما كان إيدن مصاباً بمرض خطير من عملية القناة الصفراوية المزروعة.
على الرغم من انتهاء الراج البريطاني في الهند، فإن الاهتمام البريطاني بالشرق الأوسط ظل قوياً: فبريطانيا كانت لها علاقات تعاهدية مع الأردن والعراق وكانت القوة المحمية للكويت وإمارات الساحل المتصالح، والقوة الاستعمارية في عدن، وقوة الاحتلال في قناة السويس. سعى العديد من النواب المحافظين اليمينيين، الذين نظموا في ما يسمى مجموعة السويس، إلى الإبقاء على هذا الدور الإمبراطوري، على الرغم من أن الضغوط الاقتصادية جعلت صيانتها صعبة على نحو متزايد. سعت بريطانيا للحفاظ على قاعدتها العسكرية الضخمة في منطقة قناة السويس، في وجه الاستياء المصري، وزيادة تطوير تحالفها مع العراق، والأمل كان أن الأميركيين سيساعدون بريطانيا، ربما من خلال التمويل. في حين أن الأمريكيين تعاونوا مع البريطانيين في الإطاحة بحكومة محمد مصدق في إيران، بعد تأميم المصالح النفطية البريطانية، قام الأمريكيون بتطوير علاقاتهم الخاصة في المنطقة، مع إعطاء نظرة إيجابية لحركة الضباط الأحرار وتطوير علاقات ودية مع السعودية. اضطرت بريطانيا في نهاية المطاف إلى الانسحاب من منطقة قناة السويس، ولم تحظ حلف بغداد بدعم الأمم المتحدة، مما جعل إيدن معرض للتهمة بأنه لم يحافظ على هيبة بريطانيا.
كان لدى إيدن شكوك خطيرة حول السياسة الخارجية الأمريكية في عهد وزير الخارجية جون فوستر دالاس والرئيس دوايت أيزنهاور. كان آيزنهاور يشعر بالقلق، في وقت مبكر من مارس 1953، في تصاعد تكاليف الدفاع وزيادة سلطة الدولة التي من شأنها أن تجلب. كان إيدن غاضبا من سياسة «الحافة الحادة» لدولس أو عرضه للعضلات الأمريكية، في العلاقات مع العالم الشيوعي. يعتبر نجاح مؤتمر جنيف لعام 1954 حول الهند الصينية الإنجاز البارز لولايته الثالثة في الوزارة الخارجية بالرغم من انه أنتقد قرار الولايات المتحدة بعدم التوقيع على الاتفاق. خلال صيف وخريف عام 1954، تم التفاوض والتصديق على الاتفاق الأنجلو-مصري لسحب جميع القوات البريطانية من مصر.
كانت هناك مخاوف من أنه إذا لم يتم التصديق على المجتمع الدفاعي الأوروبي كما أرادوا، فإن الإدارة الجمهورية الأمريكية قد تنسحب للدفاع عن نصف الكرة الغربي فقط (على الرغم من أن الأدلة الوثائقية الأخيرة تؤكد أن الولايات المتحدة عتزمت على سحب قواتها من أوروبا على أي حال إذا تم التصديق على المجتمع الدفاعي الأوروبي). بعد أن رفضت الجمعية الفرنسية المجتمع الدفاعي الأوروبي في سبتمبر 1954، حاول إيدن التوصل إلى بديل قابل للتطبيق. في الفترة ما بين 11 و 17 سبتمبر زار كل عاصمة كبرى في أوروبا الغربية، للتفاوض على ألمانيا الغربية لتصبح دولة ذات سيادة ودخولها في ميثاق بروكسل قبل دخول حلف الناتو. قال بول هنري سباك انه «انقاذ التحالف الأطلسي».
في عام 1954 تم تعيينه في فرسان الرباط وأصبح السير أنثوني إيدن.

## رئيس الوزراء (1955-1957)
في أبريل 1955 تقاعد تشرشل أخيراً، وإيدن خلفه كرئيس الوزراء. كان شخصية شعبية جداً لنتيجة خدمته الطويلة في زمن الحرب وحسن مظهره الشهير وجماله. كلماته الشهيرة «السلام يأتي أولا، دائماً» أضافت إلى شعبيته الكبيرة.
عند توليه منصبه، دعا على الفور إلى إجراء انتخابات عامة في 26 مايو 1955، حيث رفع أغلبية حزب المحافظيين من سبعة عشر إلى ستين، ما يمثل زيادة في الأغلبية التي كسرت رقما قياسياً التي بقيت لتسعين عاماً لأي حكومة في المملكة المتحدة. كانت الانتخابات العامة لعام 1955 هي الانتخابات الأخيرة التي فاز فيها المحافظون بالأغلبية في اسكتلندا. ولكن خبرة إيدن كانت قليلة في المسائل الاقتصادية. قد ترك هذه الأمور إلى مساعديه مثل راب بتلر، وتركز إلى حد كبير على السياسة الخارجية، وتشكيل علاقة وثيقة مع الرئيس الأمريكي دوايت آيزنهاور. محاولات إيدن السيطرة الكاملة على الوزارة الخارجية أجلبت انتقادات واسعة النطاق.
يمتاز إيدن بكونه رئيس الوزراء البريطاني للإشراف على أدنى أرقام البطالة في فترة ما بعد الحرب العالمية الثانية، حيث بلغت البطالة لأقل من 215,000 - بالكاد واحد في المائة من القوى العاملة - في يوليو 1955.

### السويس (1956)
التحالف مع الولايات المتحدة لم يكن شامل، ولكن في يوليو 1956 عندما قام جمال عبد الناصر، رئيس مصر، بتأميم قناة السويس (بشكل غير متوقع) بعد سحب التمويل الأنجلو-أمريكي للسد العالي. أعتقد إيدن أن التأميم كان انتهاكاً للاتفاقية الأنجلو-مصرية التي وقعها ناصر مع الحكومتين البريطانية والفرنسية في 19 أكتوبر 1954. وقد شارك في هذا التفكير زعيم حزب العمال هيو غايتسكيل والزعيم الليبرالي جو غريموند. في عام 1956 كانت قناة السويس ذات أهمية حيوية، حيث يمر من خلالها أكثر من ثلثي إمدادات النفط لأوروبا الغربية (60 مليون طن سنوياً) مع 15 ألف سفينة سنوياً وثلثهم بريطانيين، وتنتمي ثلاثة أرباع الشحنات التي تمر من القناة إلى بلدان الناتو. وكان إجمالي الاحتياطي النفطي البريطاني في وقت التأميم كافياً لمدة ستة أسابيع فقط. كان مؤكد أن الاتحاد السوفياتي سوف تستخدم حق الفيتو ضد أي عقوبات على ناصر في الأمم المتحدة. وقد اجتمعوا بعض الدول في قمة بريطانية في لندن بعد التأميم في محاولة لحل الازمة من خلال الاجراءات الدبلوماسية. غير أن ناصر رفض مقترحات الدول الثامنية عشر، بما في ذلك عرض التمثيل المصري في مجلس قناة السويس وحصة من الأرباح. وخشى إيدن أن ينوي ناصر تشكيل تحالف عربي يهدد بقطع إمدادات النفط إلى أوروبا، وقرر مع الرئاسة الفرنسية أنه يجب إخراجه من السلطة.
إيدن جالباً على خبرته من الثلاثينات، رأى في ناصر موسوليني آخر، نظراً اشتراكياتهم الوطنية العدوانية الذين يعزموا على غزو البلدان الأخرى. ويعتقد آخرون أن ناصر كان يعمل لحسب مخاوف وطنية مشروعة وأن قرار التأميم اتخذته وزارة الخارجية ليكون استفزازيا ولكنه لم تكن غير قانونية. حتى لو لم يطلب من النائب العام، السير ريجينالد مانينغهام - بولر، أن يعرب رسميا عن رأيه ولكنه رأى أن الضربة العسكرية المتوخاة للحكومة ضد مصر ستكون غير قانونية.
قال أنطوني نوتينغ أن إيدن قال له: "ما هو كل هذا الهراء عن عزل ناصر أو" تحييده " كما تسمونه؟ أريد أن أدمره، ألا تفهم؟ أريد قتله، وإذا كُنت أنت ووزارة الخارجية غير متفقين، فعليكم أن تشرحوا أنفسكم أمام مجلس الوزراء. وعندما اتضح نوتينغ أنه ليس لديه حكومة بديلاً عن ناصر، قال إيدن على ما يبدو:" أنا لا أعطي لعنة إذا كانت هناك فوضى في مصر". في اجتماع خاص في داونينج ستريت يوم 16 أكتوبر 1956، قدم إيدن خطة لعدد من الوزراء، التي قدمها الفرنسيون قبل يومين. كانت ستغزوا إسرائيل مصر، وكانت بريطانيا وفرنسا سوف تعطي انذاراً لكلا الطرفين للوقف، وعندما يرفض أحدهما، كانوا سة ف يرسلوا قوات لإنفاذ الخطة، تفصيل الجانبين - واحتلال القناة والتخلص من ناصر. عندما أقترح نوتينغ على استشارة الأميركيين، قال إيدن: "لن أدخل الأمريكيين إلى هذا ... وقد كفى ما فعله دولس من الضرر كما هو. هذا ليست لها علاقة للأميركيين، ونحن والفرنسيين يجب أن نقرر ما يجب القيام به ونحن وحدنا". إيدن أعترف علناً أن رأيه للأزمة خلقت عن تجاربه في الحربين العالميتين. كاتباً "نحن جميعا نلاحظ إلى حد ما ختم جيلنا علينا، ختمي أنا هي الاغتيال في سراييفو وكل ما انبثقت عنه. من المستحيل قراءة السجل الآن وعدم إحساس أننا كنا دائماً على اللفة الوراء ... دائما اللفة الوراء، ولفة قاتلة ".
لم يكن هناك شك في أن هناك استجابة عسكرية فورية للأزمة - لم يكن لدى قبرص موانئ مياه عميقة، مما يعني أن مالطا، التي تبحر لعدة أيام من مصر، يجب أن تكون محور تركيز أسطول الغزو إذا لم تسمح ليبيا الغزو من أرضيها. اعتبر إيدن في البداية استخدام القوات البريطانية في ليبيا لاستعادة القناة، ثم قرر أنها كانت ستكون المخاطرة بإثارة الرأي العام العربي. خلافا لرئيس الوزراء الفرنسي غاي موليت، الذي اعتبر استعادة القناة الهدف الرئيسي، اعتقد إيدن أن الحاجة الحقيقية هي إزالة ناصر من منصبه. أعرب إيدن أن إذا هزم الجيش المصري بسرعة وبإهانة من قبل القوات الأنجلو-فرنسية، فقد صدق أن الشعب سوف يثور ضد ناصر. قال إيدن للمشير السير برنارد مونتغمري إن الهدف العام للبعثة هو ببساطة «ضرب ناصر من جثمه». في غياب انتفاضة شعبية، كانوا سيقولوا إيدن وموليت إن القوات المصرية لم تكن قادرة على الدفاع عن بلادهم، وبالتالي يجب على القوات الأنجلو-فرنسية العودة لحراسة قناة السويس.
أعتقد إيدن أنه إذا ناصر أخذ القناة بدون عواقب، فإن مصر والدول العربية الأخرى قد تقرب من الاتحاد السوفيتي. في ذلك الوقت، شكل الشرق الأوسط 80-90٪ من إمدادات النفط إلى أوروبا الغربية. وإذا رأوا ناصر ناجحاً في الاستلاء على القناة، قد تشجع دول أخرى في الشرق الأوسط على تأميم نفطها. وكان الغرض من الغزو، الذي أيدها آنذاك، ومرة أخرى في مقابلة أجريت في عام 1967، هو الحفاظ على قدسية الاتفاقات الدولية ومنع التخلي عن المعاهدات في المستقبل. كان إيدن نشط خلال الأزمة في استخدام وسائل الإعلام، بما في ذلك هيئة الإذاعة البريطانية، لتحريض الرأي العام على دعم وجهات نظره حول الحاجة للإطاحة بناصر. في سبتمبر 1956 وضعت خطة للحد من تدفق المياه في النيل باستخدام السدود في محاولة لتدمير موقف ناصر. ومع ذلك، تم التخلي عن الخطة لأنها كانت ستستغرق شهور للتنفيذ، وبسبب المخاوف من أنه يمكن أن تؤثر على بلدان أخرى مثل أوغندا وكينيا.
في 25 سبتمبر 1956، اجتمع وزير الخزانة هارولد ماكميلان بشكل غير رسمي مع الرئيس أيزنهاور في البيت الأبيض، وقد أخطأ في فهم أيزنهاور عن تجنب التدخل في حروب وقال ليدن إن الأمريكيين لن يعارضوا بأي شكل من الأشكال محاولة الإطاحة بناصر. على الرغم من أن إيدن كان يعرف أيزنهاور لسنوات وكان له العديد من الاتصالات المباشرة خلال الأزمة، هو أيضاً أساء فهم الوضع. قد رأى الأميركيون أنفسهم مناصري إنهاء الاستعمار ورفضوا تأييد أي تحرك يمكن اعتباره إمبريالية أو استعمارية. أعبر أيزنهاور انه يجب التعامل مع الازمة سلمياً، وقال لإيدن ان الرأى العام الامريكى لن يؤيد الحل العسكرى. وصدقوا بالخصأ إيدن وغيره من كبار المسؤولين البريطانيين تأييد ناصر للإرهابيين الفلسطينيين ضد إسرائيل، ومحاولاته لزعزعة استقرار الأنظمة الموالية للغرب في العراق والدول العربية الأخرى وإثناء الولايات المتحدة عن التدخل في العملية. وحذر أيزنهاور على وجه التحديد من ان الاميركيين والعالم سيكونون «غاضبين» ما لم تستنفد جميع الوسائل السلمية، وحتى ذلك الحين «يمكن ان يصبح السعر النهائي ثقيلا جدا». والسبب الرئيسي لهذه المشكلة هو أن إيدن شعر بأن بريطانيا لا تزال قوة عالمية مستقلة. إن عدم تعاطفه مع الاندماج البريطاني في أوروبا، الذي انعكس في شكوكه حول إعمار السوق الأوروبية المشتركة، كان جانبا آخر من إيمانه بالدور البريطاني المستقل في الشؤون العالمية.
غزت إسرائيل شبه جزيرة سيناء في نهاية أكتوبر 1956. تحركت بريطانيا وفرنسا ظاهرياً إلى فصل الجانبين وتحقيق السلام، ولكن في الواقع لإستعادة السيطرة على القناة والإطاحة بناصر. قد عارضت الولايات المتحدة فوراً وبقوة الغزو. أدانت الأمم المتحدة الغزو، وكان السوفييتيين مستعديين للقاتل، وفقط نيوزيلندا، أستراليا، ألمانيا الغربية وجنوب أفريقيا تحدثوا دفاعاً للموقف البريطاني.
كانت قناة السويس ذات أهمية اقتصادية أقل بالنسبة للولايات المتحدة، التي تلقت 15٪ من نفطها من خلال هذا الطريق. أراد أيزنهاور توطيد السلام الدولي في المناطق «الهشة». لم يرى ناصر تهديداً خطيراً للغرب، ولكنه كان قلقاً من السوفيات، المعروفين بضرورة وجود قاعدة دائمة في المياه الدافئة في البحر الأبيض المتوسط لأسطولهم التي كانت في البحر الأسود، قد يختاروا مصر. خشى أيزنهاور ردود الفعل المؤيدة للسوفييت بين الدول العربية إذا ما بدا أن مصر عانت من هزيمة مهينة على أيدي البريطانيين والفرنسيين والإسرائيليين.
إيدن، الذي واجه ضغوطاً داخلية في حزبه لاتخاذ إجراءات، وكذلك وقف تراجع النفوذ البريطاني في الشرق الأوسط، قد تجاهل الاعتماد البريطاني الاقتصادي على الولايات المتحدة في أعقاب الحرب العالمية الثانية، وأفترض أن الولايات المتحدة ستؤيد تلقائياً أي إجراء يتخذه أقرب حليف لها. في مسيرة «القانون لا للحرب» في ميدان ترفلغار في 4 نوفمبر 1956، سخر إيدن من قبل أنورين بيفان: «السير أنتوني إيدن يدعي أنه يغزو مصر الآن لتعزيز الأمم المتحدة. كل سارق بالطبع يمكن أن يقول الشيء نفسه، يمكن أن يجادل بأنه دخل المنزل لتدريب الشرطة. لذلك، إذا كان السير أنتوني إيدن مخلصاً في ما يقوله، وربما قد يكون، ثم فهو غبي جداً ليكون رئيسا للوزراء.» كان الرأي العام مختلطاً؛ يعتقد بعض المؤرخين أن غالبية الرأي العام في المملكة المتحدة كان على جانب إيدن. اضطر إيدن إلى الإنحاء للضغوط الدبلوماسية والاقتصادية الأمريكية، والاحتجاجات في البلاد، من خلال الدعوة إلى وقف إطلاق النار عندما استولت القوات الأنجلو-الفرنسية على 23 ميلاً فقط من القناة. مع تهديدات الولايات المتحدة بسحب الدعم المالي من الجنيه الإسترليني، انقسم مجلس الوزراء، وهدد وزير الخزانة هارولد ماكميلان بالاستقالة ما لم يتم التوصل إلى وقف فوري لإطلاق النار، كان إيدن تحت ضغوط هائلة. واعتبر ان يتحدى النداءات إلا ان أبلغه القائد على الأرض ان الأمر سيستغرق ستة أيام للقوات الانجلو-فرنسية لتأمين منطقة القناة بأكملها. ولذلك، تم استدعاء وقف لإطلاق النار في منتصف الليل في السابع من نوفمبر.
في كتابه ماسك الجاسوس في عام 1987 بيتر رايت قال أنه، بعد انتهاء العملية العسكرية، إيدن أعاد تنشيط خيار الاغتيال للمرة الثانية. وبحلول ذلك الوقت تقريباً جميع عملاء جهاز الاستخبارات البريطاني تم جمعهم في مصر من قبل ناصر، وتم وضع عملية جديدة، باستخدام ضباط مصريين مرتبين. فشلت بشكل رئيسي لأن مخبأ الأسلحة التي كانت مخبأة على مشارف القاهرة وجد أنها معيبة.
قد أخلت السويس بسمعة إيدن كمؤهل رجل الدولة، في كثير من العيون، وأدت إلى انهيار في صحته. وقد ذهب في إجازة إلى جامايكا في نوفمبر 1956، في الوقت الذي كان لا يزال عازماً على أن يبقى في منصبه كرئيس الوزراء. لكن صحته لم تتحسن، وخلال غيابه من لندن، مستشاره هارولد ماكميلان وراب بتلر عملوا على مناورة لإخارجه من منصبه. في صباح وقف إطلاق النار، وافق أيزنهاور على لقاء إيدن لحل خلافاتهم علناً، ولكن هذا العرض تم سحبه بعد أن أخبر وزير الخارجية دولس أنه يمكن أن يؤدي إلى زيادة حدة الوضع في الشرق الأوسط.
اتهمت صحيفة الأوبزرفر إيدن بالكذب أمام البرلمان حول ازمة السويس بينما انتقد النواب من جميع الأحزاب دعوته لوقف اطلاق النار قبل اتخاذ كامل القناة. وقد انتقد تشرشل إيدن سراً، على الرغم من تأييده العلني لإجراءات إيدن، على وجه خصوص عدم رؤية العملية العسكرية لنهايتها. نجا إيدن بسهولة من تصويت على الثقة في مجلس العموم في 8 نوفمبر.

#### إستقالته 1957
بينما كان إيدن في عطلة في جامايكا، ناقش أعضاء آخرون في الحكومة في 20 نوفمبر كيفية مواجهة الاتهامات بأن المملكة المتحدة وفرنسا قد عملتا بالتواطؤ مع إسرائيل للاستيلاء على القناة، ولكنهما قررا أن كان هناك أدلة قليلة في المجال العام.
لدى عودته من جامايكا في 14 ديسمبر، كان يأمل إيدن أن يواصل منصب رئيس الوزراء. قد فقد قاعدته الدعمه التقليدية على اليسار من حزب المحافظيين والرأي المعتدل على الصعيد الوطني، لكنه يبدو أنه أمل إلى إعادة بناء قاعدة جديدة من الدعم عند يمين الحزب. إلا أن موقفه السياسي قد تآكلت أثناء غيابه. وأراد أن يدلي ببيان يهاجم فيه ناصر كدمية للسوفييتين، مهاجم الأمم المتحدة ويتحدث عن «دروس الثلاثينيات»، ولكن منعه من القيام بذلك ماكميلان، بتلر واللورد ساليسبري.
لدى عودته إلى مجلس العموم (17 ديسمبر)، انزلق إلى الغرفة بعدم معرفة معظم حزبه. ارتفع أحد النواب المحافظين ليوجه ورقة طلبيته، فقط ليجلس في حالة من الحرج بينما ضحك نواب البرلمان العمالي. في 18 ديسمبر، خاطب لجنة 1922 (المحافظون الخلفيين)، معلناً «طالما أعيش، لن أعتذر أبدا عن ما فعلناه»، لكنه لم يتمكن من الإجابة على سؤال حول صحة الإعلان الثلاثي لعام 1950 (وهو ما أكده في الواقع في أبريل 1955، أي قبل يومين من أن يصبح رئيسا للوزراء). في بيانه الختامي إلى مجلس العموم كرئيس للوزراء (20 ديسمبر 1956) كان أداءه جيدة في مناظرة صعبة، لكنه قال للبرلمان «لم يكن هناك علم بأن إسرائيل ستهاجم مصر». كتب فيكتور روثويل أن معرفة خداع مجلس العموم على هذا النحو يجب أنها كانت معلقة فوقه بعد ذلك، كما كان القلق من أن الإدارة الأمريكية قد تطلب من بريطانيا دفع تعويضات لمصر. أظهرت الأوراق الصادرة في يناير 1987 أن مجلس الوزراء بأكمله قد أبلغ بالخطة في 23 أكتوبر 1956.
عانى إيدن من حمى أخرى في تشيكرز خلال عيد الميلاد، لكنه كان لا يزال يتحدث عن الذهاب في رحلة رسمية إلى الاتحاد السوفييتي في أبريل 1957، يريد تحقيقاً كاملاً في قضية كراب وكان غاضباً للورد هيلشام (لورد الأميرالية) حول نفق 6£ مليون على تخزين النفط في مالطا.
أستقال إيدن في 9 يناير 1957، بعد أن حذره أطباؤه أن حياته كانت على المحك إذا استمر في منصبه. يكتب جون تشارملي «سوء الصحة ... يوفر سببا كريماً للتصرف (أي الاستقالة) التي ستكون، على أية حال، ضرورية». يكتب روثويل أن «الغموض ما زال قائماً» حول كيفية إقناع إيدن بالاستقالة، على الرغم من أن الأدلة المحدودة تشير إلى أن بتلر، الذي كان من المتوقع أن يخلفه كرئيس للوزراء، كان في مركز المؤامرة. كتب روثويل أن حمى إيدن كانت «سيئة ولكنها قصيرة وليست مهددة للحياة» وأنه قد يكون هناك «التلاعب بالأدلة الطبية» لجعل صحة إيدن تبدو «أسوأ من الحقيقي». كتب ماكميلان في مذكراته أن «الطبيعة قد وفرت سبباً صحيحاً حقيقياً» فكانت البديل اختراع «مرض دبلوماسي». اقترح ديفيد كارلتون (1981) أن القصر قد يكون متورطاً، وهو اقتراح ناقشه روثويل. في وقت مبكر من ربيع 1954 كان إيدن غير مكترث لزراعة علاقات جيدة مع الملكة الجديدة. من المعروف أن إيدن كان يفضل نمط الملكية اليابانية أو الاسكندنافية (أي مع عدم وجود تورط في السياسة مهما كان) وفي يناير 1956 أصر أن ينفقوا نيكيتا خروتشوف ونيكولاي بولكانين الحد الأدنى من الوقت في محادثات مع الملكة. وتوجد أدلة أيضاً على أن القصر كانت قلقة من عدم إبقائهم على علم تام أثناء أزمة السويس. في الستينيات من القرن العشرين، شهد كلاريسا إيدن في حديثها عن الملكة «بطريقة عدائية وخبيثة للغاية»، وفي مقابلة أجراها في عام 1976، علق إيدن قائلا إنه «لن أدعي أنها كانت موالية لسويس».
على الرغم من أن وسائل الإعلام توقعت أن بتلر كان سيحصل على الرمز ليكون خليفة لإيدن، دراسة لمجلس الوزراء اتخذت للملكة أظهر ماكميلان هو كان الخيار المتكافئ تقريبا، وأصبح رئيس الوزراء في 10 يناير 1957. بعد ذلك بوقت قصير إيدن وزوجته غادرا بريطانيا لعطلة في نيوزيلندا

#### إستذكار السويس
كتب ألان جون بيرسيفال تايلور في 1970: «إيدن ... دمر (سمعته كصانع السلام) وقاد بريطانيا العظمى إلى واحدة من أعظم اذلالها في التاريخ ... يبدو (انه) أتأخذ شخصية جديدة. لقد تصرف بدون صبر وبدافع. كان مرناً في السابق ولكنه أعتمد الآن على العقيدة، وندد ناصر بأنه هتلر الثاني. على الرغم من أنه ادعى أنه يلتزم بالقانون الدولي، فإنه في الواقع تجاهل منظمة الأمم المتحدة التي ساعد في خلقها ... وكانت النتيجة مثيرة للشفقة وليس مأساوية».
قد لخص ثورب الدور المركزي لإيدن في أزمة السويس عام 1956:
كان لسياسة إيدن أربعة أهداف رئيسية: أولاً، تأمين قناة السويس؛ والثانية والتبعية، لضمان استمرارية إمدادات النفط؛ ثالثاً، إزالة ناصر؛ ورابعاً، لإبعاد الروس عن الشرق الأوسط. كانت النتيجة المباشرة للأزمة هي إغلاق قناة السويس، توقفت إمدادات النفط، تم تعزيز مكانة ناصر كزعيم للقومية العربية، وترك الطريق مفتوحاً للتدخل الروسي في الشرق الأوسط.
دفع مايكل فوت إلى تحقيق خاص على غرار التحقيقات البرلمانية في حملة جاليبولي في الحرب العالمية الأولى، على الرغم من أن هارولد ويلسون (رئيس وزراء العمال 1964-1970 و 1974-1976) اعتبر أن هذه المسألة من الأفضل أن تكون مغلقة. توقف هذا الكلام بعد هزيمة الجيوش العربية من قبل إسرائيل في حرب 1967، والتي بعدها تلقى إيدن الكثير من الرسائل تقول بأنه كان على حق، وسمعته، في إسرائيل والولايات المتحدة ارتفعت. في عام 1986، قام روبرت رودس جيمس، كاتب السيرة الذاتية لإيدن، بإعادة تقييم موقف إيدن المتعاطف مع السويس. في عام 1990، بعد الغزو العراقي للكويت، سأل جيمس: «من يستطيع أن يدعي الآن أن إيدن كان مخطئاً؟». تتحول هذه الحجج في الغالب إلى ما إذا كانت عملية السويس، معيبة بشكل أساسي، أو إذا كان مثلما فكروا «المعدلين»، أن عدم وجود الدعم الأمريكي ينقل الانطباع بأن الغرب منقسم وضعيف. اعرب، انثوني نوتنغ الذي استقال من منصبه كوزير للخارجية بسبب السويس، عن وجهة النظر السابقة في العام 1967، عام حرب 1967، عندما كتب «لقد زرعنا رياح المرارة وكنا نجني زوبعة الثأر والتمرد». على العكس من ذلك، جوناثان بيرسون يجادل في كتاب، السير أنثوني إيدن وأزمة السويس: المغامرة الغير مستعدة (2002)، أن إيدن كان أكثر تردداً وأقل عدوانية على العكس من أقوال معظم المؤرخين. كتب د. ر. ثورب، هو كاتب أخر كتبة عن سيرة إيدن، أن السويس كانت «نهاية مأساوية حقاً لرئاسته، وواحدة جاءت لتولي أهمية غير متناسبة في أي تقييم لحياته المهنية»، يقترح أنه لو نجح مشروعه في السويس «من المؤكد أنه لم يكن هناك حرب في الشرق الأوسط في عام 1967، وربما لم يكن هناك حرب أكتوبر في عام 1973 أيضاً».
وقال غاي ميلارد، أحد أمناء إيدن الخاصين، الذي بعد ثلاثين عاماً تكلم علناً في مقابلة إذاعية لأول مرة عن الأزمة، أخذ حكماً داخلياً حول إيدن: «كان خطأه بالطبع وخطأ مأساوي وكارثي له. وأعتقد أنه بالغ في تقدير أهمية جمال عبد الناصر، القناة وحتى في الشرق الأوسط نفسه». في حين وصفت الأعمال البريطانية في عام 1956 بشكل روتيني بأنها«إمبريالية»، كان الدافع في الواقع اقتصادياً. كان إيدن مؤيداً ليبرالياً للطموحات القومية، مثل استقلال السودان. تم بيع فكرة إتفاقية قاعدة قناة السويس لعام 1954 (لسحب القوات البريطانية من السويس مقابل ضمانات معينة) إلى حزب المحافظين ضد رغبات تشرشل.
يعتقد روثويل أن إيدن كان يجب أن يلغى خطط الغزو في منتصف أكتوبر، عندما كانت المفاوضات الأنجلو-فرنسية في الأمم المتحدة تحقق بعض التقدم، وأنه في عام 1956 ألقت الدول العربية فرصة لإحلال السلام مع إسرائيل على حدودها.

### بريطانيا-فرنسا رفضوا خطة للاتحاد
أظهرت أوراق الحكومة البريطانية من سبتمبر 1956، خلال فترة إيدن كرئيس للوزراء، أن رئيس الوزراء الفرنسي غاي موليت أقترب للحكومة البريطانية واقترح فكرة إقامة اتحاد اقتصادي وسياسي بين فرنسا وبريطانيا العظمى. وكان هذا عرضاً مماثلا، عكس ذلك، الذي قدمه تشرشل (استنادا إلى خطة وضعها ليو عمري) في يونيو 1940.
قد أشار السير جوك كولفيل، السكرتير الخاص السابق لدى تشرشل، إلى العرض الذي قدمه غاي موليت في كتابه «هامش الطاقة» (1985)، الذي جمع المعلومات في عام 1957 من رئيس المارشال السير ويليام ديكسون أثناء رحلة جوية (ووفقاً لكولفيل بعد العديد من شرب الويسكي والصودا). رفض إيدن طلب موليت للاتحاد مع بريطانيا، ولكن تم النظر في إمكانية إضافية للانضمام فرنسا إلى دول الكومنولث، على الرغم من أن تم رفض هذه الفكرة. وأشار كولفيل، فيما يتعلق بالسويس، إلى أن إيدن ووزير خارجيته سيلوين لويد «شعرا أكثر من ذلك بالفرنسيين بسبب هذا العرض».

## تقاعده
استقال إيدن من مجلس العموم في مارس 1957. احتفظ بالكثير من شعبيته الشخصية في بريطانيا وسرعان ماندم علة تقاعده، وتفكر في الوقوف مرة أخرى في الانتخابات. كان عدد من النواب المحافظين على استعداد للتخلي عن مقاعدهم له، على الرغم من أن الرتب العليا للحزب كانت أقل حرصاً. وأخيرا تخلى عن مثل هذه الآمال في أواخر عام 1960 بعد جولة تحدث مرهقة عن يوركشاير. عرض ماكميلان في البداية أن يوصي به ليكون فيسكونتسي، الذي أفترضها إيدن كإهانة محسوبة، وقد منح إيرلدوم (الذي كانت آنذاك الرتبة التقليدية لرئيس وزراء سابق) بعد تذكير ماكميلان أنه قد عرض عليه واحدة من قبل الملكة نفسها. دخل مجلس اللوردات إيرل آفون في عام 1961.
في التقاعد عاش إيدن في «روز باور» على ضفاف نهر إيبل في برود تشالك، ويلتشير. بدءاً من عام 1961، قام بتربية قطيع من ستين من مواشي هيريفورد (الذي كان أحدهم يدعى «تشرشل») إلي أن تراجعت صحته مرة أخرى أجبر على بيعيهم في عام 1975.
في يوليو 1962، إيدن وصل إلى الصفحات الأولى في الجرائد عندماعلق على أن «قد تعامل مع السيد سلوين لويد بشكل فظيع» عندما تم عزل السيد سلوين كمستشار في التعديل الوزاري الذي عرف باسم «ليلة السكاكين الطويلة». في أغسطس 1962، في حفل عشاء، كان لديه «مباراة تعليقية» مع نايجل بيرش، الذي كان وزير الدولة للهواء ولم يؤيد قاطعاً الغزو على السويس. في عام 1963 أيد إيدن في البداية هيلشام للقيادة حزب المحافظيين ولكن بعد ذلك دعم أليك دوغلاس هيوم كمرشح توفيقي.
من عام 1945 إلى عام 1973، كان إيدن مستشار جامعة برمنغهام، بإنجلترا. في مقابلة تلفزيونية في عام 1966 دعا الولايات المتحدة إلى وقف قصفها لفيتنام الشمالية للتركيز على وضع خطة سلام «التي يمكن ان تكون تقبلها هانوي». قال ان قصف فيتنام الشمالية لن يغير الصراع في فيتنام الجنوبية. «على العكس من ذلك،» أعلن «القصف يخلق نوعاً من عقدة ديفيد وجلياث في أي بلد تعاني من القصف، كما كان علينا نحن، وكما أظن على الألمان أيضاً، في الحرب الأخيرة». أجرى إيدن مقابلات واسعة النطاق حول إنتاج «ثيمز» التلفزيوني الشهير «العالم في حرب» الذي نشر لأول مرة في عام 1973. كما ظهر في فيلم مرسيل أوفولس في 1969 الوثائقي، الحزن والشفقة، حيث يناقش إحتلال فرنسا في سياق جغرافي سياسي أوسع. وتحدث بخلو من العيوب، إذا كانت لديه لكنة، فكانت فرنسية.
كانت مقالات إيدن في بعض الأحيان ومظهره التلفزيوني في وقت مبكر من السبعينيات إستثناء كامل للتقاعد تقريباً. نادرا ما ظهر علناً، على عكس رؤساء الوزراء السابقين، على سبيل المثال: جيمس كالاهان الذي علق بشكل متكرر على الشؤون الجارية. حتى أنه تم حذفه بالخطأ من قائمة رؤساء الوزراء المحافظين من قبل مارغريت تاتشر عندما أصبحت زعيم المحافظين في عام 1975، على الرغم من أنها خرجت في وقت لاحق لإقامة صلة مع إيدن، وبعد ذلك أرملته. في التقاعد كان منتقاداً بشدة أنظمة مثل نظام أحمد سوكارنو في إندونيسيا التي صادرت الأصول التي تعود إلى حكامهم الاستعماريين، ويبدو أنها قد عادت إلى حد ما إلى وجهات النظر اليمينية التي كان قد تبنيت في 1920.

### مذكراته
في التقاعد التقى إيدن مع سلوين لويد، لتنسيق الإفراج عن معلومات والموافقة عن الكتاب ومتى يكلمونهم. ظهرت شائعات بأن بريطانيا قد تواطأت مع فرنسا وإسرائيل، وإن كانت في شكل مشوش، في وقت مبكر من عام 1957. وبحلول السبعينيات، قد أتفقوا على أن لويد لن يروي سوى روايته من القصة بعد وفاة إيدن (في هذا الحدث، لويد عاش أكثر من إيدن بسنة، يكافح من مرض نهائي لإستكمال مذكراته الخاصة).
في التقاعد كان إيدن مريراً بشكل خاص عندما أشار أيزنهاور إلى أنه ينبغي السماح للقوات البريطانية والفرنسية بالبقاء في أنحاء بورسعيد، فقط ليضغط السفير الأمريكي هنري كابوت لودج، من أجل الانسحاب الفوري في الأمم المتحدة، مما جعل العملية الكاملة فاشلة. رأى إيدن أن معارضة إيزنهاور غير المتوقعة كانت منافقة في ضوء الإنقلاب الإيراني في 1953 وانقلاب غواتيمالا في عام 1954.
نشر إيدن ثلاثة مجلدات من المذكرات السياسية، التي نفى فيها أنه كان هناك أي تواطؤ مع فرنسا وإسرائيل. مثل تشرشل، اعتمد إيدن اعتمادا كبيرا على الكتابة الشبحية للباحثين الشباب، الذي كان في أحيان يرمي مسوداتهم بغضب على الأزهار خارج دراسته. كان أحد الشباب ديفيد ديلكس.
في رأيه، كان وزير الخارجية الأمريكي جون فوستر دالاس، الذي كان يكرهه بشكل خاص، كان هو المسؤول عن مصير السويس. في مؤتمر صحفي عقد في أكتوبر، قبل ثلاثة أسابيع فقط من بدء القتال، اقترن دالاس قضية قناة السويس مع الاستعمار، وأثار بيانه غضب إيدن وكثير من المملكة المتحدة أيضاً. قال إيدن ان «الخلاف حول استيلاء ناصر على القناة» لم يكن له علاقة بالطبيعة «للاستعمار الا انه كان مهتما بالحقوق الدولية». وأضاف: «إذا كانت على الولايات المتحدة أن تدافع عن حقوقها التعاهدية في قناة بنما، فإنها لن تعتبر هذا العمل بمثابة استعمار». كما أن نقص صراحته قد قلص من مكانته، وكان شغله الرئيسي في سنواته الأخيرة محاولة بناء سمعته التي أصيبت بأضرار جسيمة من قبل أزمة السويس، وأحياناً متخذ إجراءات قانونية لحماية وجهة نظره.
انتقد إيدن الولايات المتحدة على إجباره الانسحاب، ولكنه أخذ الائتمان بعمل الأمم المتحدة في تسيير دوريات على الحدود الإسرائيلية المصرية. قال إيدن عن الغزو «ان السلام باى ثمن لم يتجنب ابداً الحرب. ويجب ان لا نكرر الأخطاء التي ارتكبت في سنوات ما قبل الحرب العالمية، من خلال التصرف كما لو ان أعداء السلام والنظام مسلحين بنوايا حسنة فقط». مشيراً إلى الأحداث في مقابلة جرت عام 1967، قال: «ما زلت غير نادم عن السويس. ولا ينظر الناس أبداً إلى ما كان سيحدث لو لم نفعل شيئاً. فهناك موازاة مع الثلاثينيات. إذا سمحت للأشخاص بكسر الاتفاقات مع الإفلات من العقاب، فإن الشهية تنمو لتغذية مثل هذه الأشياء. وأنا لا أرى أي بديل لما فعلناه. لا يمكن للمرء أن يتفادى، ومن الصعب أن نتصرف بدلاً من التفادي». في مقابلة عام 1967 (التي نص علي عدم إستعمالها إلا بعد وفاته)، اعترف إيدن بالتعامل السري مع الفرنسيين و «التهديدات» للهجوم الإسرائيلي. غير أنه أصر على أن «المؤسسة المشتركة والأعمال التحضيرية كانت مبررة في ضوء الأخطاء التي صمموا لمنعها». «لم أكن لدي أي اعتذارات لتقديم» قال إيدن.
في وقت تقاعده، كان إيدن له عجز مالي، على الرغم من أن تم دفعه 100 ألف جنيه استرليني مقدماً لمذكراته من قبل ذي تايمز، مع أي ربح على هذا المبلغ ليتم تقسيمه بينه والصحيفة. وبحلول عام 1970 كانت قد جلبته 185,000£ (حوالي 3,000,000£ بأسعار عام 2014)، تركته رجل ثري للمرة الأولى في حياته. في نهاية حياته، نشر مذكرات شخصية شهيرة للغاية عن حياته المبكرة، عالم آخر (1976).

## حياته الشخصية

### علاقاته
في 5 نوفمبر 1923، قبل فترة وجيزة من انتخابه للبرلمان، تزوج بياتريس بيكيت، عندما كان عمره 18 عاماً فقط. كان لديهم ثلاثة أبناء: سيمون (1924-1945)، روبرت، الذي توفي خمسة عشر دقيقة بعد الولادة في أكتوبر 1928، ونيكولاس (1930-1985).
لم يكن الزواج ناجحاً، حيث كلاهما كانوا لديهم علاقات أخرى. في منتصف الثلاثينات نادراً ما تذكر في يومياته بياتريس. قد اندلع الزواج أخيراً تحت ضغط فقدان ابنهما سيمون الذي قتل في عمله مع سلاح الجو الملكي البريطاني في بورما في عام 1945. وأفادت التقارير أن طائرته «فقدة في المعركة» في 23 يونيو ووجدت في 16 يوليو؛ لم يكن إيدن يريد أن تكون الأخبار علنية حتى بعد الانتخابات في 5 يوليو، لتجنب إدعاءات «لكسب رأس المال السياسي» من وفاة إبنه.
بين عامي 1946 و 1950، بينما كان منفصل عن زوجته، أجرى إيدن علاقة مفتوحة مع دوروثي، كونتيسة بيتي، زوجة ديفيد، إيرل بيتي.
كان إيدن من نفس سلالة المؤلفة إميلي إيدن وفي عام 1947 كتب مقدمة لروايتها الزواج الشبه معلقة (1860).
في عام 1950، تم طلاق إيدن وبياتريس نهائياً، وفي عام 1952، تزوج ابنة أخ تشرشل كلاريسا سبنسر تشرشل، الكاثوليكية الرومانية التي انتقدت بشدة من قبل الكاتب الكاثوليكي إيفلين ووه على زواج رجل مطلق. كان زواج إيدن الثاني أكثر نجاحاً بكثير من الأول.

### مشاكله الصحية
كان لدى إيدن قرحة، تفاقمت بسبب الإرهاق، في وقت مبكر من 1920. تغيرت حياته بسبب حادث طبي: خلال عملية في 12 أبريل 1953، لإزالة الحصاة الصفراوية، تلفت القناة الصفراء، مما جعلت إيدن معرض للعدوى المتكررة، انسداد صفراوي، وفشل الكبد. وقد عانى من التهاب الأوعية الصفراوية، وهو عدوى في البطن أصبحت مؤلمة لدرجة أنه تم نقله إلى المستشفى في عام 1956 مع درجة حرارة تصل إلى 106 فرنهايت (41 درجة مئوية). قد طلب إجراء عملية جراحية كبرى في ثلاث مناسبات للتخفيف من حدة المشكلة.
قد وصف له أمفيتامين، دواء الدهشة في الخمسينات. التي أعُتبرت ذلك كمادة منبه غير مؤذي، فإنه ينتمي إلى عائلة من المخدرات تسمى الأمفيتامينات، وفي ذلك الوقت وصفت واستخدمت بطريقة عفوية. من الأثار الجانبية للأمفيتامين هي الأرق، نفاد الصبر، وتقلبات المزاج، والتي عانى منها إيدن خلال أزمة السويس. في الواقع، في وقت سابق من رئاسة وزرائه اشتكى بأنه بقى مستيقظاُ في اليل من قبل أصوات الدراجات البخارية. وقد اتفق عاماً أن استخدام إيدن لمخدراته كان جزءاً من سبب حكمه السيئ أثناء رئاسته.
في نوفمبر 2006، كشفت أوراق خاصة في محفوظات عائلة إيدن على أن تم وصف لإيدن مزيج قوي من الأمفيتامينات والباربيتورات تسمى دريناميل. المعروف في بريطانيا ما بعد الحرب بأنها «قلوب الأرجواني»، يمكن المخدرات ضعف حكم شخص، يسبب جنون العظمة، وحتى جعل الشخص فقد الإتصال مع الواقع. تم حظر دريناميل في عام 1978.

## مرضه النهائي وموته
في ديسمبر 1976، شعر إيدن جيداً بما فيه الكفاية للسفر مع زوجته إلى الولايات المتحدة لقضاء عيد الميلاد ورأس السنة الجديدة مع أفيريل وباميلا هاريمان، ولكن بعد الوصول إلى الولايات المتحدة تدهورت صحته بسرعة. رتب رئيس الوزراء جيمس كالاهان لطائرة سلاح الجو الملكي البريطاني التي كانت بالفعل في أمريكا لتحول إلى ميامي، ليطير بإيدن إلى بريطانيا.
توفي إيدن من سرطان الكبد في سالزبوري في 14 يناير 1977، بالغ من العمر 79 عاماً.
دفن في كنيسة سانت ماري في ألفديستون، على بعد ثلاثة أميال من المنبع من «روز بور»، عند مصدر نهر إبل. توجد أوراق إيدن في مجموعات جامعة برمنغهام الخاصة.
في وفاته، كان إيدن آخر عضو على قيد الحياة من مجلس وزارة حرب تشرشل. وكان ابن إيدن، نيكولاس إيدن (1930-1985)، والمعروف باسم فيكونت إيدن من 1961 إلى 1977، أيضاً سياسي ووزير في حكومة مارغريت ثاتشر حتى وفاته المبكرة من الإيدز في سن 54.

## نمطه وعناوينه
- 1916-1897: السيد. أنثوني إيدن
- 1923-1916: السيد. أنثوني إيدن الصليب العسكري
- 1934-1923: السيد. أنثوني إيدن الصليب العسكري، نائب مجلس عموم المملكة المتحدة
- 1954-1934: الحق الشريف. أنثوني إيدن الصليب العسكري، نائب مجلس عموم المملكة المتحدة
- 1957-1954: الحق الشريف. سيدي أنثوني إيدن الصليب العسكري، نائب مجلس عموم المملكة المتحدة وفارس الرباط
- 1961-1957: الحق الشريف. سيدي أنثوني إيدن الصليب العسكري، فارس الرباط
- 1977-1961: الحق الشريف. إيرل أفون الصليب العسكري، فارس الرباط والمجلس البريفي

## شخصيته، أسلوب تحدثه وتقيماته
إيدن، الذي كان ذو أخلاق حميدة، أنيق، وجميل المظهر، دائما جعل مظهر مثقف بشكل خاص. هذا أعطاه دعما شعبيا كبيرا طوال حياته السياسية، ولكن بعض معاصرينه شعروا بأنه مجرد شخص سطحي يفتقر إلى أي قناعات عميقة.
قد تم تطبيق هذا الرأي بنهجه البراغماتي تجاه السياسة. السير أوزوالد موزلي، على سبيل المثال، قال إنه لم يفهم أبداً لماذا كان لدى إيدن دافع كبير للحزب المحافظ، حيث شعر أن قدرات إيدن كانت أقل بكثير من تلك التي قدمها هارولد ماكميلان وأوليفر ستانلي. في عام 1947، دعا ريتشارد كروسمان إيدن «النوع البريطاني الخاص، المثالي دون قناعة».
اعتبر وزير الخارجية الأميركي دين آتشيسون إيدن كالطراز القديم الغير محترف في السياسة، النوع النموذجي للمؤسسة البريطانية. في المقابل، علق الزعيم السوفييتي نيكيتا خروتشوف أن إيدن قبل مغامرته في السويس كان «في أعلى المستوى العالمي».
تأثر إيدن بشدة من قبل ستانلي بالدوين عندما دخل لأول مرة البرلمان. بعد بدايات مقاتلة، زرع أسلوب حديثي منخفض التي أعتمدت بشكل كبير على الحجة العقلانية وبناء التوافق بدلاً من فن الخطاب وتسجيل النقط، والتي كانت في كثير من الأحيان فعالة للغاية في مجلس العموم. ومع ذلك، لم يكن دائماً متحدثا عموميا فعالاً، وأحيانا أداءه البرلماني خيبة أمل العديد من أتباعه، على سبيل المثال، بعد استقالة إيدن من حكومة تشامبرلين. تشرشل مرة علق على أحد من خطب إيدن وأنه قد استخدم كل الكلام المبتذل ما عدا «رسالة يوحنا الأولى». هذا كان متعمداً: إيدن في كثير من الأحيان ضرب بالعبارات الأصلية من مسودات الخطاب واستبدالها مع كليشيهات.
غالباً ما عجز إيدن على التعبير عن نفسه بوضوح كانت الخجل وعدم الثقة بالنفس. ومن المعروف أن إيدن كان أكثر مباشرة في الاجتماع مع أمناءه ومستشاريه أكثر مما كان عليه في اجتماعات مجلس الوزراء والخطابات العامة، وأحياناً تميل إلى أن أصبح غاضباً وتصرف «مثل الطفل»، فقط ليستعيد مزاجه في غضون بضع دقائق، العديد من الذين عملوا له لاحظوا أنه كان «رجلين»، واحد ساحر، مثقف، ويعمل بشكل جاد، الآخر تافه وعارض لنوبات الغضب التي من خلالها يهين مرؤوسيه.
كرئيس الوزراء، كان إيدن مشهوراً لإتصاله بالوزراء ومحرري الصحف من الساعة السادسة صباحا فصاعدا. كتب روثويل أنه حتى قبل السويس، أصبح الهاتف «مخدر» وأنه «خلال أزمة السويس تجاوزت هوس إيدن للهاتف كل الحدود».
كان إيدن بشكل ملاحظ «غير قابل للانضمام لأي مجموعة» وإهان تشرشل عند رفضه الانضمام إلى النادي الأخر. كما رفض العضوية الفخرية في الأثنوم. ومع ذلك، حافظ على علاقات ودية مع نواب المعارضة؛ على سبيل المثال، تلقى جورج توماس رسالة لصفحتين من إيدن عندما علم أن أبيه الذي تبناه قد توفي. كان إيدن أميناً للمعرض الوطني (لخلافة ماكدونالد) بين عامي 1935 و 1949. كما كان لديه معرفة عميقة بالشعر الفارسي وشكسبير، ويربط مع أي شخص يمكن أن يظهر معرفة مماثلة.
كتب روثويل أنه على الرغم من أن إيدن كان قادرا على التصرف بالقسوة؛ على سبيل المثال، على إعادة القوزاق إلى أوطانهم في عام 1945، كان اهتمامه الرئيسي هو تجنب اعتباره «كمسترضي» أو على تردد السوفياتي في قبول بولندا ديمقراطية في أكتوبر 1944. مثل الكثير من الناس، أقنع إيدن نفسه بأن أفعاله السابقة كانت أكثر اتساقاً مما كانت عليه في الواقع.
ركزت السير الذاتية الأخيرة على إنجازات إيدن في السياسة الخارجية، واعتبروا أن كان له قناعات عميقة بشأن السلام والأمن العالمي، فضلا عن ضمير اجتماعي قوي. رودس جيمس ينطبق على إيدن حكم تشرشل الشهير على جورج كرزون (في المعاصرين الكبار): «كانت الصباح ذهبية؛ كانت الظهرية برونزية؛ والمساء رصاصية. ولكن كل شيء كان صلباً، والكل كان مصقول حتى أشرقت بعد أزياءه».

## المذكرات
- عالم أخر. لندن. دوبلدي، 1976. تغطي حياته المبكرة.
- مذكرات إيدن: مواجهة الديكتاتوريين. لندن. كسيل، 1962. تغطي مهنته الباكرة وفترته الأولى كوزير الخارجية، ألى 1938.
- مذكرات إيدن: الحساب. لندن. كسيل، 1965. تغطي 1938-1945.
- مذكرات إيدن: الدائرة الكاملة. لندن. كسيل، 1960. تغطي فترة مهنته مابعد الحرب العالمية الثانية.

## روابط خارجية
- أنطوني إيدن على موقع IMDb (الإنجليزية)
- أنطوني إيدن على موقع الموسوعة البريطانية (الإنجليزية)
- أنطوني إيدن على موقع مونزينجر (الألمانية)
- أنطوني إيدن على موقع إن إن دي بي (الإنجليزية)
- أنطوني إيدن على موقع قاعدة بيانات الفيلم (الإنجليزية)